# 1979-es Copa América (keretek)
A következő lista tartalmazza az 1979-es Copa Américan részt vevő nemzeteinek játékoskereteit. A tornát 1979. július 18-a és december 12-e között rendezték.